# عباس صوان
عباس صوان (بالعبرية: עבאס סואן‏) (بالإنجليزية: Abbas Suan)‏ (ولد في 27 يناير 1976) هو لاعب كرة قدم معتزل من عرب 48. اشتهر بقيادته نادي اتحاد أبناء سخنين للفوز بكأس دولة إسرائيل موسم 2003\2004, وكذلك بفضل الهدف الذي سجله لصالح منتخب إسرائيل ضد منتخب إيرلندا ضمن التصفيات المؤهلة لكأس العالم 2006.

## مسيرته الكروية

### الأندية
بدأ مسيرته في نادي هبوعيل عرابة الذي لعب له لموسمين حتى عام 1996 عندما انتقل إلى اتحاد أبناء سخنين. اعتُبر عباس صوان المؤثّر الأهم في تقدم الفريق من دوري الدرجة الثانية في سلم دوري كرة القدم في إسرائيل وحتى ارتقائها في نهاية الموسم 2003/2002 إلى الدرجة العليا. فاز عباس في الموسم الأول لاتحاد أبناء سخنين في الدرجة العليا مع الفريق بكأس الدولة، وظهر معه في تصفيات كأس الاتحاد الاوروبي.
في عام 2005 وُجِّهت إليه دعوة للتوقيع مع هبوعيل تل أبيب ولكنه رفضها مفضلاً البقاء في اتحاد أبناء سخنين.إلا أنه عاد وقبل عرضاً آخر من نادي مكابي حيفا للانضمام إليه، وأنهى شروطه المادية، لكن الصفقة تعثرت بعدما أوقفها رئيس أبناء سخنين مازن غنايم.
في عام 2006 عادت فكرة انتقاله لمكابي حيفا مرة ثانية، وهذه المرة نُفِّذ الاتفاق بين النوادي بأن يقوم مكابي حيفا بتحويل تعويضاً مالياً كرسوم تحسين لأبناء سخنين، ووقّع عباس صوان مع الفريق. وفي نهاية الموسم بعد أن لم يُكْثِر من اللعب سُرِّح من مكابي حيفا لينضم إلى نادي عيروني كريات شمونه.
بعد أن شارك موسماً ونصف مع نادي كريات شمونه، عاد إلى فريق شبابه اتحاد أبناء سخنين، لعب معهم سنة واحدة وبعدها اعتزل من اللعب الفعلي. بعد اعتزاله عمل كمساعد مدرب فريق أبناء سخنين.

### المنتخب
على أثر قدراته في الدوري استدعي عباس صوان لمنتخب إسرائيل وباكورة ظهوره كان في مباراة ودية ضد منتخب أذربيجان في 18 فبراير 2004. عندما شارك كبديل في مباراة المنتخب  في ملعب تيدي ضد منتخب كرواتيا تلقى عباس صوان صرخات استهزاء من الجمهور الذي كان أغلبيته من مشجعي بيتار القدس المتعصب، فاسرع اتحاد كرة القدم باستنكار صرخات الاستهزاء هذه وقام أعضاء المنتخب بدعم عباس صوان.
حظي عباس صوان بشهرة كبيرة بعدما سجل هدف التعادل في المباراة التي كانت ضد منتخب إيرلندا في الدقيقة 90, ضمن التصفيات المؤهلة لكأس العالم 2006. وعلى أثر هذا الهدف، استغل عباس صوان الاهتمام الصحفي الذي ركز عليه، من أجل أن يُصلح وينقي الجو الساخن في العلاقات بين العرب واليهود في إسرائيل.
إجمالا سجل صوان 12 ظهوراً في صفوف منتخب اسرائيل، وسجل فيه هدف واحد.

## روابط خارجية
- عباس صوان على موقع ناشيونال فوتبول تيمز (الإنجليزية)